# Etienne Oosthuizen
Pour les articles homonymes, voir Oosthuizen (homonymie).
Pas d'image ? Cliquez ici

a Compétitions nationales et continentales officielles uniquement.

Dernière mise à jour le 6 avril 2025.
Etienne Oosthuizen, né le 22 décembre 1992 à Klerksdorp (Afrique du Sud), est un joueur sud-africain de rugby à XV évoluant au poste de deuxième ligne.

## Biographie
En 2017, il signe un contrat de trois ans avec le club de Lyon OU.
En juillet 2021, il quitte le Lyon OU pour des raisons de santé.